# Gauliga Kyffhäuser
Die Gauliga Kyffhäuser (auch 1. Klasse Kyffhäuser) war eine der obersten Fußballligen des Verbandes Mitteldeutscher Ballspiel-Vereine (VMBV). Sie entstand 1911 als Abspaltung aus der Gauliga Nordthüringen und bestand bis zur Auflösung des VMBV 1933. Der Sieger qualifizierte sich für die Endrunde der mitteldeutschen Fußballmeisterschaft.

## Überblick
Am 29. Juli 1911 wurde in Nordhausen der Kyffhäuser-Gau gegründet und beinhaltete die Orte Nordhausen, Sangerhausen, Eisleben und Helfta. Sämtliche Vereine spielten zuvor im Gau Nordthüringen. Ende Oktober 1911 schlossen sich acht Vereine aus dem unteren Eichsfeld dem Gau an. Die erste Klasse startete mit vier teilnehmenden Mannschaften. Zur Spielzeit 1913/14 gründete ein Teil des Gaugebietes mit der Gauliga Grafschaft Mansfeld eine eigenständige Gauliga. Bedingt durch den Ausbruch des Ersten Weltkrieges fanden 1914/15 und 1915/16 keine Ligaspiele statt. Zum 1. Oktober 1917 schlossen sich die Gaue Grafschaft Mansfeld und Kyffhäuser zusammen, der Gau behielt den Namen Kyffhäusers. 1917/18 qualifizierte sich der Gaumeister Kyffhäusers nicht direkt für die mitteldeutsche Fußballendrunde, sondern spielte mit den Siegern der Gaue Nordthüringen, Ostthüringen, Saale-Elster und Wartburg die Thüringer Fußballmeisterschaft aus, deren Sieger dann an der mitteldeutschen Fußballendrunde teilnehmen durfte.
Im Zuge der Spielklassenreform des VMBV 1919 war die Gauliga Kyffhäuser nur noch zweitklassig. Mit der Kreisliga Thüringen wurde eine neue oberste Spielklasse geschaffen, die neben dem Gau Kyffhäuser noch die Gaue Nordthüringen, Ostthüringen, Südthüringen, Wartburg und Westthüringen beinhalteten. Diese Kreisliga wurde von den Erfurter Vereinen dominiert, kein Verein aus dem Gau Kyffhäuser konnte sich für diese erstklassige Liga qualifizieren. Zur Spielzeit 1923/24 wurden die Kreisligen wieder abgeschafft, fortan war die Gauliga Kyffhäuser erneut erstklassig. 1927 spalteten sich die Vereine aus dem Eichsfeld ab und gründeten die Gauliga Eichsfeld. Die Teilnehmeranzahl variierte in den 1920ern und 1930ern zwischen acht und zehn Vereinen.
Im Zuge der Gleichschaltung wurde der VMBV und demzufolge auch die Gauliga Kyffhäuser, wenige Monate nach der Machtübernahme der Nationalsozialisten im Jahre 1933 aufgelöst. Kein Verein aus diesem Gau qualifizierte sich für die neu eingerichtete erstklassige Gauliga Mitte, stattdessen wurden die Vereine in die unteren Spielklassen eingeordnet. 
Die Gauliga Kyffhäuser wurde überwiegend von den Nordhäuser Vereinen dominiert. Die beiden ausgespielten Meisterschaften vor dem Ersten Weltkrieg sicherten sich der FC Preußen Nordhausen und der VfB Sangerhausen. 1913/14 waren der SV Wacker Mars Nordhausen und die SpVgg Preußen Nordhausen punktgleich, so dass ein Entscheidungsspiel um die Gaumeisterschaft nötig wurde. Die am 22. März 1914 ausgetragene Partie gewann Wacker-Mars mit 5:1. Bereits zu diesem Zeitpunkt war die Meldung des Teilnehmers zur mitteldeutschen Fußballmeisterschaft abgelaufen, da am selben Tag die dortige erste Runde begann. Im Juli 1914 wurde das Entscheidungsspiel jedoch für Preußen Nordhausen gewertet, da Wacker-Mars einen nicht spielberechtigten Akteur eingesetzt hatte. Dagegen protestierte nun Wacker-Mars, so dass ein Wiederholungsspiel am 1. November 1914 angesetzt wurde. Diese Partie konnte von Preußen mit 3:2 gewonnen werden, dagegen protestierte Wacker-Mars erneut, zog diesen Protest jedoch in der Gau-Ausschuss-Sitzung am 30. Januar 1915 zurück. An diesem Tag wurde der Antrag von Preußen Nordhausen stattgegeben, in dieser Spielzeit keinen Meister zu benennen. Nach der Rückkehr zu dem Ligensystem der Gauligen konnte Wacker Nordhausen nochmals fünf Meisterschaften gewinnen. Der aus dem Gau Grafschaft Mansleben zurückgekehrte VfB Eisleben gewann drei Mal die Gaumeisterschaft.

## Einordnung
Die übermäßige Anzahl an erstklassigen Gauligen innerhalb des VMBVs hatte eine Verwässerung des Spielniveaus verursacht, es gab teilweise zweistellige Ergebnisse in den mitteldeutschen Fußballendrunden. Die Vereine aus der Gauliga Kyffhäuser gehörten zu den spielschwächsten Vereinen im Verband. Nur zweimal konnte überhaupt die erste Runde der mitteldeutschen Fußballmeisterschaft überstanden werden. 1929/30 gewann Wacker Nordhausen die Erstrundenpartie gegen den VfL 08 Duderstadt mit 2:0, scheiterte dann aber in der zweiten Runde knapp mit 0:1 an der SpVgg Erfurt. 1931/32 erreichte Nordhausen dank eines 4:3-Erfolgs über den SV Preußen Langensalza nochmals die zweite Runde, verlor in dieser jedoch deutlich mit 0:10 gegen Wacker Leipzig.
Auch in die ab 1933 eingeführte Gauliga Mitte konnte kein Verein aus dem ehemaligen Gau Kyffhäuser vordringen.

## Meister der Gauliga Kyffhäuser 1912–1933
| Jahr    | Gaumeister Anhalt          | Abschneiden mitteldt. Meisterschaft a | Mitteldeutscher Meister       |
| ------- | -------------------------- | ------------------------------------- | ----------------------------- |
| 1911/12 | SpVgg Preußen Nordhausen   | keine Teilnahme                       | SpVgg 1899 Leipzig-Lindenau   |
| 1912/13 | VfB Sangerhausen           | Viertelfinale B (1)                   | VfB Leipzig                   |
| 1913/14 | kein Meister               | kein Meister                          | SpVgg 1899 Leipzig-Lindenau   |
| 1914/15 | kein Spielbetrieb          | kein Spielbetrieb                     | keine mitteldeutsche Endrunde |
| 1915/16 | kein Spielbetrieb          | kein Spielbetrieb                     | FC Eintracht Leipzig          |
| 1916/17 | SV Wacker-Mars Nordhausen  | Vorrunde (1)                          | Hallescher FC 1896            |
| 1917/18 | VfB Sangerhausen           | keine Teilnahme b                     | VfB Leipzig                   |
| 1918/19 | 1. SV Wacker 05 Nordhausen | Vorrunde (1)                          | Hallescher FC 1896            |
| 1919/20 | Kreisliga Thüringen        | Kreisliga Thüringen                   | VfB Leipzig                   |
| 1920/21 | Kreisliga Thüringen        | Kreisliga Thüringen                   | FC Wacker Halle               |
| 1921/22 | Kreisliga Thüringen        | Kreisliga Thüringen                   | SpVgg 1899 Leipzig-Lindenau   |
| 1922/23 | Kreisliga Thüringen        | Kreisliga Thüringen                   | SV Guts Muts Dresden          |
| 1923/24 | VfB Eisleben               | 1. Runde (1)                          | SpVgg 1899 Leipzig-Lindenau   |
| 1924/25 | 1. SV Wacker 05 Nordhausen | 1. Runde (1)                          | VfB Leipzig                   |
| 1925/26 | 1. SV Wacker 05 Nordhausen | 1. Runde (1)                          | Dresdner SC                   |
| 1926/27 | VfB Eisleben               | 1. Vorrunde (1)                       | VfB Leipzig                   |
| 1927/28 | VfB Eisleben               | 1. Vorrunde (1)                       | FC Wacker Halle               |
| 1928/29 | SpVgg Preußen Nordhausen   | 1. Vorrunde (1)                       | Dresdner SC                   |
| 1929/30 | 1. SV Wacker 05 Nordhausen | 2. Vorrunde (2)                       | Dresdner SC                   |
| 1930/31 | 1. SV Wacker 05 Nordhausen | 1. Vorrunde (1)                       | Dresdner SC                   |
| 1931/32 | 1. SV Wacker 05 Nordhausen | 2. Vorrunde (2)                       | PSV Chemnitz                  |
| 1932/33 | BSC 07 Sangerhausen        | 1. Runde (1)                          | Dresdner SC                   |

## Rekordmeister
Rekordmeister der Gauliga Kyffhäuser ist Wacker 05 Nordhausen, der den Titel sieben Mal gewinnen konnten.
|  | Verein               | Titel | Jahr                                                          |
|  | -------------------- | ----- | ------------------------------------------------------------- |
|  | Wacker 05 Nordhausen | 7     | 1916/17, 1918/19, 1924/25, 1925/26, 1929/30, 1930/31, 1931/32 |
|  | VfB Eisleben         | 3     | 1923/24, 1926/27, 1927/28                                     |
|  | Preußen Nordhausen   | 2     | 1911/12, 1928/29                                              |
|  | VfB Sangerhausen     | 2     | 1912/13, 1917/18                                              |
|  | BSC 07 Sangerhausen  | 1     | 1932/33                                                       |

## Ewige Tabelle
Berücksichtigt sind alle überlieferten Spielzeiten der erstklassigen Gauliga Kyffhäuser von 1911 bis 1933. Die Spielzeiten 1916/17 und 1918/19 sind aktuell nicht überliefert. Da es in einigen Spielzeiten zu Spielen kam, die als Niederlage für beide Mannschaften gewertet wurden, gibt es mehr Gegenpunkte als Punkte. 
| Pl. | Verein                                | Jahre | Sp. | S   | U  | N  | T+  | T-  | Diff. | Punkte  | Ø-Pkt. | Titel | Spielzeiten                   |
| --- | ------------------------------------- | ----- | --- | --- | -- | -- | --- | --- | ----- | ------- | ------ | ----- | ----------------------------- |
| 1.  | Wacker 05 Nordhausen                  | 14    | 186 | 117 | 24 | 45 | 552 | 286 | +266  | 258:114 | 1,39   | 7     | 1911–1914, 1917/18, 1923–1933 |
| 2.  | Preußen Nordhausen                    | 13    | 186 | 108 | 24 | 54 | 474 | 331 | +143  | 240:132 | 1,29   | 2     | 1911–1914, 1923–1933          |
| 3.  | BSC 07 Sangerhausen                   | 14    | 191 | 98  | 32 | 61 | 463 | 340 | +123  | 228:154 | 1,19   | 1     | 1911–1914, 1917/18, 1923–1933 |
| 4.  | VfB Eisleben                          | 11    | 171 | 93  | 21 | 57 | 421 | 295 | +126  | 207:135 | 1,21   | 3     | 1917/18, 1923–1933            |
| 5.  | VfB Sangerhausen                      | 14    | 192 | 74  | 22 | 96 | 380 | 434 | −54   | 170:214 | 0,89   | 2     | 1911–1914, 1917/18, 1923–1933 |
| 6.  | SpVgg 1919 Eisleben                   | 10    | 166 | 69  | 23 | 74 | 309 | 339 | −30   | 161:171 | 0,97   | 0     | 1923–1933                     |
| 7.  | SC Merkur Volkstedt                   | 4     | 68  | 26  | 6  | 36 | 136 | 173 | −37   | 58:78   | 0,85   | 0     | 1929–1933                     |
| 8.  | FC 1911 Heiligenstadt                 | 4     | 70  | 21  | 14 | 35 | 99  | 121 | −22   | 56:84   | 0,8    | 0     | 1923–1927                     |
| 9.  | VfB Oberröblingen                     | 3     | 54  | 19  | 11 | 24 | 91  | 126 | −35   | 49:59   | 0,91   | 0     | 1930–1933                     |
| 10. | SC Olympia Nordhausen                 | 3     | 54  | 16  | 8  | 30 | 57  | 130 | −73   | 40:68   | 0,74   | 0     | 1923–1926                     |
| 11. | SC Schwarzburg-Sondershausen          | 4     | 56  | 16  | 4  | 36 | 88  | 145 | −57   | 36:76   | 0,64   | 0     | 1913/14, 1925–1928            |
| 12. | SpVgg Mansfeld-Leimbach               | 4     | 63  | 12  | 11 | 40 | 75  | 182 | −107  | 35:91   | 0,56   | 0     | 1923–1929                     |
| 13. | Sportfreunde Klostermansfeld-Benndorf | 2     | 36  | 13  | 4  | 19 | 69  | 81  | −12   | 30:42   | 0,83   | 0     | 1931–1933                     |
| 14. | SpVgg Helbra                          | 4     | 64  | 11  | 7  | 46 | 109 | 204 | −95   | 29:99   | 0,45   | 0     | 1928–1932                     |
| 15. | Polizei-VfL Sondershausen             | 1     | 18  | 11  | 1  | 6  | 37  | 24  | +13   | 23:13   | 1,28   | 0     | 1932/33                       |
| 16. | VfR Dingelstädt                       | 2     | 36  | 6   | 3  | 27 | 38  | 110 | −72   | 15:57   | 0,42   | 0     | 1924–1926                     |
| 17. | FC Helvetia Eisleben                  | 1     | 6   | 5   | 0  | 1  | 13  | 1   | +12   | 10:20   | 1,67   | 0     | 1917/18                       |
| 18. | FC Brochthausen                       | 1     | 16  | 5   | 0  | 11 | 22  | 48  | −26   | 10:22   | 0,63   | 0     | 1926/27                       |
| 19. | VfB Bleicherode                       | 1     | 18  | 3   | 3  | 12 | 28  | 67  | −39   | 9:27    | 0,5    | 0     | 1930/31                       |
| 20. | FV Hohenzollern Nordhausen c          | 1     | 6   | 2   | 1  | 3  | 10  | 5   | +5    | 5:70    | 0,83   | 0     | 1917/18                       |
| 21. | FC Adler Eisleben                     | 1     | 5   | 1   | 1  | 3  | 9   | 10  | −1    | 3:70    | 0,6    | 0     | 1917/18                       |
| 22. | FV Viktoria Klostermansfeld           | 1     | 0   | 0   | 0  | 0  | 0   | 0   | ±0    | 0:0     | 0      | 0     | 1917/18                       |
| 23. | FC Preußen Hettstedt d                | 1     | 0   | 0   | 0  | 0  | 0   | 0   | ±0    | 0:0     | 0      | 0     | 1928/29                       |
| 24. | FC 1908 Duderstadt                    | 1     | 18  | 0   | 0  | 18 | 17  | 45  | −28   | 0:36    | 0      | 0     | 1923/24                       |